# John Mainwaring
John Mainwaring (ur. 1724, zm. 1807) – angielski pisarz i teolog, pierwszy biograf Georga Friedricha Händla.
Był duchownym od 1748 roku. Ukończył St. John's College w Cambridge, później wykładał teologię na tym uniwersytecie. Należał do wielbicieli kompozytora Händla. W roku 1760 napisał i wydał biografię: Memoirs of the Life of the Late George Frederic Handel, którą w roku następnym dawny znajomy Händla z Hamburga Johann Mattheson przetłumaczył na język niemiecki. Głównym informatorem Mainwaringa w czasie pisania biografii był współpracownik i sekretarz Händla John Christopher Smith.